# El Bronce (Tabasco)
El Bronce es un ejido del municipio de Cárdenas ubicado en la subregión de la Chontalpa del estado mexicano de Tabasco.

## Geografía
La localidad se ubica a 39.5 kilómetros (en dirección oeste) de la localidad de Cárdenas, la cabecera y lugar más poblado del municipio. Se sitúa en las coordenadas geográficas 18°06′42″N 93°43′52″O / 18.111667, -93.731111, a una elevación de 6 metros sobre el nivel del mar.

## Demografía
Según el Conteo de Población y Vivienda 2020, efectuado por el Instituto Nacional de Estadística y Geografía, la localidad de El Bronce tiene 152 habitantes, de los cuales 64 son del sexo masculino y 88 del sexo femenino. Su tasa de fecundidad es de 3.14 hijos por mujer y tiene 36 viviendas particulares habitadas.
| Gráfica de evolución demográfica de El Bronce entre 1940 y 2020 |
|                                                                 |
| INEGI.                                                          |